# Shixiang (sockenhuvudort i Kina, Qinghai Sheng, lat 35,83, long 102,54)
Shixiang är en sockenhuvudort i Kina. Den ligger i provinsen Qinghai, i den nordvästra delen av landet, omkring 110 kilometer sydost om provinshuvudstaden Xining. Antalet invånare är 13 545. Befolkningen består av 6 889 kvinnor och 6 656 män. Barn under 15 år utgör 28,0 %, vuxna 15-64 år 65 %, och äldre över 65 år 6,0 %.
Runt Shixiang är det ganska tätbefolkat, med 62 invånare per kvadratkilometer. Närmaste större samhälle är Dahejia, 19,6 km öster om Shixiang. Trakten runt Shixiang består i huvudsak av gräsmarker.
Genomsnittlig årsnederbörd är 550 millimeter. Den regnigaste månaden är juli, med i genomsnitt 136 mm nederbörd, och den torraste är december, med 2 mm nederbörd.